# Plantago moorei
Plantago moorei är en grobladsväxtart som beskrevs av K. Rahn. Plantago moorei ingår i släktet kämpar, och familjen grobladsväxter. Inga underarter finns listade i Catalogue of Life.